# Paulína Molnárová
Paulína Molnárová, též Pavla Molnárová (20. prosince 1918 - ???), byla slovenská a československá politička a poúnorová bezpartijní poslankyně Národního shromáždění ČSSR a Sněmovny lidu Federálního shromáždění.

## Biografie
Ve volbách roku 1964 byla zvolena do Národního shromáždění ČSSR za Západoslovenský kraj jako bezpartijní poslankyně. V Národním shromáždění zasedala až do konce volebního období parlamentu v roce 1968.
K roku 1968 se profesně uvádí jako dělnice z obvodu Bratislava-Rača.
Po federalizaci Československa usedla roku 1969 do Sněmovny lidu Federálního shromáždění (volební obvod Bratislava-Rača), kde setrvala do konce volebního období, tedy do voleb v roce 1971.